# Volkswagen EA828
Volkswagen EA828 — бензиновый двигатель внутреннего сгорания немецкого автоконцерна Volkswagen, находящийся в производстве с 1977 по 1998 год. Базовой моделью для Volkswagen EA828 стала Volkswagen EA827.
Двигатель Volkswagen EA828 впервые был представлен на Audi 100 C2. С 1981 года двигатель устанавливался на Audi 80 B2 и Volkswagen Passat (B2). Изначально его объём составлял 2,1 литра, позднее объём был увеличен до 2,2 литров.
Значительная часть двигателей Volkswagen EA828 устанавливалась на Audi quattro. С появлением Audi 100 (200) серии C3 объём двигателя был увеличен до 2226 см³. В 1989 году был представлен автомобиль Audi 100 TDI. В 1994 году на рынок вышла модель Audi RS 2.